# B. J. Novak
Benjamin Joseph Manaly Novak, meglio conosciuto come B. J. Novak (Newton, 31 luglio 1979), è un attore, produttore televisivo e sceneggiatore statunitense.
Come attore è conosciuto principalmente per il ruolo di Ryan Howard della serie televisiva statunitense The Office e per aver interpretato il soldato Smithson Utivich nel film Bastardi senza gloria diretto da Quentin Tarantino.

## Biografia
B. J. Novak nasce a Newton in Massachusetts, figlio di Linda (nata Manaly) e William Novak, scrittore famoso per essere il ghostwriter delle memorie di Nancy Reagan, Lee Iacocca, Magic Johnson e altri personaggi famosi. Benjamin è il maggiore di tre fratelli: Jesse è un compositore mentre Lev è uno studente universitario presso la Tufts University.
Frequentò la Newton South High School dove conobbe John Krasinski e dove nel 1997 ottenne il diploma. Successivamente frequentò l'Università di Harvard, dove lavorò nella redazione dell'Harvard Lampoon e dove si laureò in letteratura inglese e spagnola. Oltre a lavorare per il Lampoon, occasionalmente prendeva parte ad alcuni spettacoli teatrali, ed insieme a B. J. Averell scrisse un varietà chiamato The B.J. Show.
Dopo essersi laureato ad Harvard nel 2001, si trasferì a Los Angeles dove iniziò a lavorare come comico in alcuni club. Il suo primo spettacolo dal vivo lo tenne il 10 ottobre 2001 presso l'Hollywood Youth Hostel. Sempre nello stesso periodo iniziò a collaborare con la televisione. La sua prima esperienza in campo televisivo fu come sceneggiatore, infatti tra il 2001 e il 2002 scrisse la sceneggiatura di due episodi della serie televisiva trasmessa su The WB Raising Dad.
Nel 2003 partecipò al programma televisivo Punk'd recitando in sette puntate, nelle quali collaborò agli scherzi a star come Hilary Duff, Usher e Mýa. Nel 2005 arriva la svolta per la sua carriera: venne infatti scelto dal produttore esecutivo Greg Daniels per interpretare il personaggio di Ryan Howard nella serie televisiva The Office, remake dell'omonima serie televisiva britannica. Oltre a recitarvi Novak è anche uno dei produttori delle serie e ha scritto e diretto alcuni episodi.
Novak ha recitato anche in alcuni film, lo si può infatti vedere ad esempio in Reign Over Me, nel già citato Bastardi senza gloria e in Il dittatore. Inoltre ha scritto due libri: il primo, pubblicato nel febbraio 2014, è una serie di racconti intitolata One More Thing, mentre il secondo, uscito nel settembre 2014, è un libro per bambini intitolato The Book With No Pictures (Il libro senza figure).

## Filmografia

### Attore

#### Cinema
- Mi sono perso il Natale (Unaccompanied Minors), regia di Paul Feig (2006)
- Molto incinta (Knocked Up), regia di Judd Apatow (2007)
- Reign Over Me, regia di Mike Binder (2007)
- Bastardi senza gloria (Inglourious Basterds), regia di Quentin Tarantino (2009)
- Il dittatore (The Dictator), regia di Larry Charles (2012)
- Gli stagisti (The Internship), regia di Shawn Levy (2013)
- Saving Mr. Banks, regia di John Lee Hancock (2013)
- The Amazing Spider-Man 2 - Il potere di Electro (The Amazing Spider-Man 2), regia di Marc Webb (2014)
- The Founder, regia di John Lee Hancock (2016)
- Vengeance, regia di B. J. Novak (2022)

#### Televisione
- The Office – serie TV, 151 episodi (2005-2013)
- Punk'd – serie TV, 5 episodi (2007)
- The Mindy Project – serie TV, 5 episodi (2013-2016)
- Community – serie TV, episodio 5x13 (2014)
- The Newsroom – serie TV, 4 episodi (2014)
- Crazy Ex-Girlfriend – serie TV, episodi 1x13-3x10 (2016-2018)

### Doppiatore
- I Puffi (The Smurfs), regia di Raja Gosnell (2011)
- Arthur – serie animata, episodio 19x05 (2015)
- Lezioni di chimica (Lessons in Chemistry) – miniserie TV, puntata 3 (2023)

### Produttore
- The Office – serie TV, 155 episodi (2005-2012)
- The Mindy Project – serie TV, 24 episodi (2012-2013)
- The Premise - Questioni morali (The Premise) – serie TV, 5 episodi (2021)

### Sceneggiatore

#### Cinema
- Vengeance, regia di B. J. Novak (2022)

#### Televisione
- Raising Dad – serie TV, episodi 1x05-1x13 (2001-2002)
- The Office – serie TV, 15 episodi (2005-2012)
- The Premise - Questioni morali (The Premise) – serie TV, 5 episodi (2021)

### Regista

#### Cinema
- Vengeance (2022)

#### Televisione
- The Office – serie TV, 5 episodi (2009-2012)
- The Mindy Project – serie TV, episodi 1x15-1x21 (2013)
- The Premise - Questioni morali (The Premise) – serie TV, episodi 1x2-1x3 (2021)

## Doppiatori italiani
Nelle versioni in italiano delle opere in cui ha recitato, B. J. Novak è stato doppiato da:
- Oreste Baldini in Reign Over Me, Bastardi senza gloria
- Alessandro Quarta in The Amazing Spider-Man 2 - Il potere di Electro
- Massimiliano Manfredi in Saving Mr. Banks
- Luca Ferrante in The Office
- Edoardo Stoppacciaro in The Founder
- Gabriele Sabatini in Vengeance